# Порог (журнал)
«Порог» — ежемесячный всеукраинский научно-популярный и литературно-художественный журнал на русском языке. Главный редактор — Алексей Корепанов, писатель-фантаст, член Союза писателей России. Место издания — город Кировоград на Украине.
Журнал начал выходить с 1992 года. С 1994 года журнал «Порог» стало выпускать рекламное агентство «Антураж А».
В 1999 году журнал «Порог» и его редакторы Ирина Саенко и Алексей Корепанов были награждены премией Дмитрия Громова и Олега Ладыженского «Второй блин» с формулировкой:
за то, что они есть, несмотря на все Армагеддоны, и на страницах их журнала всегда есть место фантастике
.
В 2001 году журнал «Порог» был признан лучшим русскоязычным НФ-журналом за рубежом по версии конвента фантастов «Волгакон».
Приоритетные темы для журнала: история, мифология, религия, философия, психология, целительство, уфология, новые гипотезы, загадки природы и древних цивилизаций, мистика, эзотерика и прочее. В журнале публиковали фантастические и мистические литературные произведения, литературоведческие статьи и новости фэндома. Согласно политике журнала, половину каждого номера занимали уникальные (не издававшиеся ранее нигде) литературные произведения и критические статьи. Журнал «Порог» в годы своего существования ежегодно печатал до полутора сотен ранее нигде не издававшихся фантастических произведений. В журнале публиковались множество начинающих авторов, некоторым из них впоследствии удалось перейти из любителей в профессионалы.
Журнал «Порог» выходил тиражом в 1000 экземпляров. Для «Порога» не характерны были изыски в оформлении. По макету он напоминал старую «Роман-газету»: формат А4, 100 страниц на газетной бумаге, мелкий шрифт, отсутствие иллюстраций.
Главной редактор Алексей Корепанов публиковал в журнале в том числе собственные фантастические произведения: роман «Уснувший принц» 1997—1998 года, семь повестей (в том числе «Круги рая» 1988 года, «Охотники неземные» 1990 года, «Раздумья Атланта» 1995 года, «Победитель» 1997 года, «Станция Солярис» 1999 года) и около 3 десятков рассказов.
Всеволод Мальцев в своей книге «Ремесло писателя» отнёс «Порог» к категории малых журналов. Публикации в журнале были безгонорарные, и даже пересылка авторского экземпляра осуществлялась за счёт самого автора.
Журнал «Порог» прекратил своё существование в 2007 году. Наследником журнала стал издающийся с 2008 года альманах «Порог-АК».